# Ma il portiere non c'è mai?
Ma il portiere non c'è mai? è una serie televisiva italiana del 2002.

## Trama
La serie narra le vicende del portinaio Aldo Pierleoni e della sua famiglia. Aldo riesce a laurearsi e ad ottenere il titolo di avvocato, ma preferisce non deludere le particolari aspettative del suo defunto padre e della madre Adelaide, che preferirebbero continuasse il ruolo che la famiglia Pierleoni ricopre da generazioni, ovvero occuparsi di un grandissimo stabile del centro di Roma. Con questa decisione tuttavia Aldo delude le aspettative di sua moglie Marisa, che non gradisce rimanere sposata ad un portiere e decide di porre fine al loro rapporto, evidentemente non eccessivamente basato sui sentimenti.
Inizia così un lungo intreccio di storie che coinvolgono Aldo e la sua famiglia allargata composta da fratelli e nipoti, tutti residenti nello stesso appartamento offerto dal condominio a causa di motivi finanziari, che vedono come personaggi secondari anche i più disparati residenti del palazzo – tra cui una famosa diva del cinema o un marchese – ma tutti legate da un'unica storia d'amore che vede protagonisti Aldo e una nuova coinquilina, la giovane Anna.

## Produzione
Prodotta da Titanus nel 2000 e pronta per la trasmissione nel 2001, la serie è andata in onda in prima visione in chiaro fra la tarda primavera e l'estate del 2002 su Canale 5, riscuotendo un buon successo. La scelta di programmare la fiction con un certo ritardo spinse, prima della trasmissione, a doppiare alcune scene parlando di euro e non più di lire.

## Episodi
| Stagione       | Episodi | Prima TV |
| -------------- | ------- | -------- |
| Prima stagione | 12      | 2002     |